# Georg Caspar Schürmann

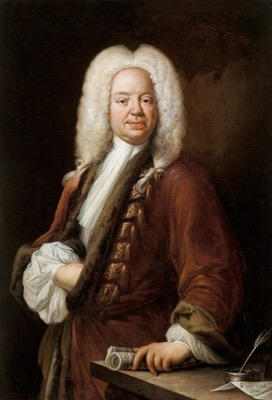
Georg Caspar Schürmann, Gemälde von Johann Conrad Eichler (1731)

Georg Caspar Schürmann, auch: Schurmann, hochdeutsch: Scheuermann (* 1672 oder Anfang 1673 im Wunstorfer Ortsteil Idensen; † 25. Februar 1751 in Wolfenbüttel) war ein deutscher Sänger (Tenor) und Komponist des Barock.

## Leben
Neben seinem Studium betrieb Georg Caspar Schürmann Gesangsstudien. Alt-Falsettist wurde er ab 1693 an Hamburger Kirchen und an der Gänsemarkt-Oper in Hamburg. 1694 wurde Schürmann mit der Komposition der Einweihungskantate für das Schloss Salzdahlum bei Wolfenbüttel beauftragt. 1697 erstach er auf einer Reise im Zweikampf einen streitsüchtigen Mitreisenden. Trotz des Freispruchs war ihm die Rückkehr nach Hamburg erst einmal verwehrt. So übernahm er 1697 die Direktion der Opern- und Kirchenmusik in Braunschweig und Wolfenbüttel. Nach einer Studienreise nach Italien und gastweiser Kapellmeistertätigkeit ab 1702 am Hofe des Herzogs Bernhard I. in Meiningen, wo er die Meininger Hofkapelle weiter aufbaute, 1706 auch Sänger in Naumburg, ab 1707 wurde Schürmann wieder offiziell Kapellmeister am Hofe des Herzogs Anton Ulrich von Braunschweig-Wolfenbüttel, wo er zahlreiche Bühnenwerke verfasste. Schürmann starb nach 54-jährigem Dienst im Alter von 79 Jahren.

## Werke
Der Opernstil des auch als Akteur, Musik- und Textbearbeiter hervorgetretenen Schürmann zeichnet sich durch harmonischen Reichtum, sorgfältige kontrapunktische Durcharbeitung, flexible Handhabung der Form und äußerst bühnenwirksame Charakterdarstellung aus.
Erhaltene Opernlibretti:
- Salomon, in einem Singespiel. (Text: Anton Ulrich (Braunschweig-Wolfenbüttel)). Wolfenbüttel, o. J. [1697?]
- Daniel, in einem Sing-Spiel. (Text: Christian Knorr von Rosenroth). Braunschweig 1701
- Telemaque. (Text: Johann Christoph Frauendorff; Balletteinlagen von Tanzmeister Samuel Rudolph Behr[1]). Naumburg 1706
- L’amor insanguinato oder Holofernes. (Text: Joachim Beccau). Braunschweig 1716
- Die Pleiades oder das Siebengestirne. (Text: Friedrich Christian Bressand). Braunschweig 1716 (und Wolfenbüttel 1735)
- Der Edelmühtige Porsenna. (Text: Friedrich Christian Bressand). Wolfenbüttel 1718
- Heinrich der Vogler. (Text: Johann Ulrich König). Wolfenbüttel 1718 (u.ö.)
- Die getreue Alceste in einer Opera. (Text: Johann Ulrich König). Braunschweig 1719 (u.ö.)
- Jason oder die Eroberung des Goldenen Vließes. (1720)
- Ludovicus Pius oder Ludewig der Fromme. Braunschweig 1726
- Clelia, in einer Opera vorgestellet. (Text: Friedrich Christian Bressand). Braunschweig 1730
- Magnus Torquatus, oder Magnus mit der silbernen Kette, Hertzog zu Braunschweig und Lüneburg, 1730[2]
- Procris und Cephalus, in einer Opera. (Text: Friedrich Christian Bressand). Wolfenbüttel 1734